# Череп-Спиридович, Артур Иванович
Артур (Артемий) Иванович Череп-Спиридович (1868 — 22 октября 1926, Стейтен-Айленд, Нью-Йорк) — генерал-майор флота в отставке, публицист, панславист (продвигал идею объединения около 200 млн славян Евразийского и Североамериканского континентов).
Окончил Морской кадетский корпус в 1887 году.
Имел сахарные заводы, владел торговой флотилией на Волге, был крупным акционером во многих прибыльных предприятиях России (нефтяного, угольного, рудного промыслов).
Славянофил, участник второго всеславянского съезда в Софии, председатель Славянского вспомогательного общества в Москве с 16 мая 1901 по 1913 год. Член монархической организации «Русское Собрание», директор-распорядитель Общества волжского бассейна, Императорского общества для содействия русского торгового мореходства, директор-распорядитель Славянского благотворительного общества.
21 августа 1912 г. высочайшим приказом по Морскому ведомству №1125 лишён права ношения мундира
С 1920 года в эмиграции в США. Состоял почётным членом Общества русских морских офицеров в США.
Погиб при не до конца выясненных обстоятельствах 22 октября 1926 года в Нью-Йорке, на Стейтен-Айленде, в отеле сети «Barrett Manor»: по первоначальной версии — бытовое отравление газом; по уточнённой версии властей через 9 дней после случившегося — предположительно самоубийство (эта версия была опубликована в большинстве еврейских газет, опубликовавших заметки о случившемся); альтернативная версия — убит, а отравление инсценировано.

## Семья
Был женат на Евгении Георгиевне (Егоровне) фон Корф.
Их сыновья:
- Александр (1892–1918), окончил Николаевское кавалерийское училище (1912), корнет лейб-гвардии Кирасирского Её Величества полка в отставке. Расстрелян большевиками 31 мая 1918 года в Москве.
- Владимир (1893–1918), окончил Полоцкий кадетский корпус (1911) и Николаевское инженерное училище (1914), офицер лейб-гвардии Семеновского полка. Расстрелян 31 мая 1918 вместе со старшим братом.
- Михаил (1896–1918), окончил Полоцкий кадетский корпус (1914) и ускоренный курс Александровского военного училища (1915), офицер в прикомандировании к Семеновскому полку. Умер от тифа летом 1918 в тюрьме ВЧК.
- Сергей (1898, ум. в младенчестве)

## Сочинения
- Как нам избавить Россию от экономического и политического рабства. — Санкт-Петербург, 1911.
- «На пути к поражению» (1913).
- «Франко-немецкий альянс и титанические силы» (1914).
- «Как спасти Англию» (сборник писем) (1920).
- «Предотвратить готовящуюся Вторую Мировую Войну» (1922).
- Тайное мировое правительство (Скрытая рука) с подзаголовком «Скрытое в истории. 100 исторических загадок и их объяснение», 1926. Издана в Нью-Йорке стараниями Антибольшевистской ассоциации издателей. (Gen. Cherep-Spiridovich «The Secret World Government or the Hidden Hand».) Переиздание: 1976, ISBN 1-58509-093-X.